# SOUND OF SCIENCE
『SOUND OF SCIENCE』（サウンド・オブ・サイエンス）は、1986年7月25日にアルファレコードから発売された佐藤博の6作目のオリジナル・アルバム。

## 解説
本作は、制作に7か月を費やした。
また、予定では「ひとり多重録音」で制作される予定ではあったが、最終的にはゲストも増えている。
そんな中での鈴木賢司（Kenji Jammer）の起用は、「彼が僕の作品の中でどういうプレイをしてくれるのかっていうのが、僕自身予想がつかない。そういう人とやってみたいっていう気持ちがあった」と述べている。
本作のコンセプトとして、佐藤自身（バッハやドビュッシーを例に挙げ）、100年単位というスパンでも色褪せない音楽を長い目で見て、時間が褪せても色褪せない音楽を作っていくというのが理想であり、イメージ的には将来スペース・コロニーといったものが現実化して、一般の人間がそこで生活するようになった時に、聴きたいような音楽を作りたかったと取材にて語っている。
制作途中から加わったサンプラーAKAIS900がお気に入りで、サンプラーとして実験的に多用されている。
また、曲作りに関しても譜面を書かず、テープレコーダー代わりにLinnDrum社製のLinn9000にて制作されている事が特徴である。
シーケンサーが発達途中の制作環境の中で、コンピューターの精度で心配な部分があるものの、いずれはライブでもシーケンサーを多用していきたいと述懐している。
また、佐藤博作曲のシングルカットされた「MYSTERY ZONE」（本作の先行シングル「宇宙のエトランゼ」のB面に収録された、本作収録の「Borderland」に日本語詞をつけた「Mystery Zone」の歌詞違い）を取り上げた杏里にも時間が許せば、コーラスで参加して貰いたかったと述懐している。
佐藤自身、本作の希望として「やはり歌を一番聴いてほしいですね。サウンドっていうのはあくまでも歌をどう盛りたてるかっていうものだと思っているし、サウンドがいくら決まってても歌がキマらなけりゃ聴かせたくないですから。歌に一番神経を使ってますね。それ以外だと、ボビー、鳥山君、矢壁君、賢司君、EVEだとか、僕が作ったキャンバスの上でどう動いているか、サウンドのトータルにそういう面白さが出てればいいんじゃないか」と語っている。
「Angeline」は1987年、角松敏生のリミックス・プロデュースにより「ANGELINE-Extended Power Club Mix-」として、コンピレーション・アルバムである前作『THIS BOY』収録の「Sweet Inspiration '85」（1984年発売の『SAILING BLASTER』収録曲の別アレンジによる再録音）のリミックス・ヴァージョンである「Sweet Inspiration-Extended Power Club Mix-」とのカップリングで、12インチ・シングルにてリリースされた。

## 収録曲
作編曲：佐藤博（特記除く）
1. Sound Of Science
2. Angeline
（作詞：リリカ新里）
3. Universal Love!
（作詞：リリカ新里）
4. Boarderland
（作詞：シンディ山本）
5. The Fall In Love
（作詞：リリカ新里）
6. I Want To Hold Your Hand
（作詞・作曲：Paul McCartney & John Lennon）
7. Romancing Night
（作詞：リリカ新里）
8. Something In The Air
（作詞：シンディ山本）
9. 宇宙のエトランゼ
（作詞：真沙木唯）

## 演奏者
- 佐藤博: ボーカル、キーボード、ピアノ、ギター、リズム・プログラミング
- 鳥山雄司  –  ギター
- 鈴木賢司  –  ギター
- 岡沢章  –  ベース
- BOBBY WATSON  –  ベース
- 矢壁篤信  –  ドラム
- 井ノ浦英雄  –  ドラム
- 林立夫  –  ドラム
- ジェイク・コンセプション  –  サックス
- シンディ山本  –  コーラス
- CARL  –  コーラス
- EVE  –  コーラス
- 藤井美保  –  コーラス